# Fredensborg Kommune
Fredensborg Kommune ist eine dänische Kommune im Nordosten der Insel Seeland. Sie entstand am 1. Januar 2007 im Zuge der Kommunalreform durch Vereinigung der bisherigen Kommunen Fredensborg-Humlebæk und Karlebo im Frederiksborg Amt.
Fredensborg Kommune besitzt eine Gesamtbevölkerung von 41.689 Einwohnern (Stand 1. Januar 2023) und eine Fläche von 112,10 km². Sie ist Teil der Region Hovedstaden. Der Sitz der Verwaltung ist in Kokkedal.

## Kirchspielsgemeinden und Ortschaften in der Kommune
Auf dem Gemeindegebiet liegen die folgenden Kirchspielsgemeinden (dän.: Sogn) und Ortschaften mit über 200 Einwohnern (byer nach Definition der dänischen Statistikbehörde):Asminderød-Grønholt Sogn zusammenlegung ab 1. Januar 2023
| Nr. | Kirchspiel                   | Einwohner               | Ortschaft                                                                                  | Einwohner                              |
| --- | ---------------------------- | ----------------------- | ------------------------------------------------------------------------------------------ | -------------------------------------- |
|     | Asminderød Sogn (d)          | 1. Oktober 2022: 10.157 |                                                                                            |                                        |
|     | Asminderød-Grønholt Sogn (d) | 11.326                  | Fredensborg Sørup                                                                          | 8.960 559                              |
|     | Grønholt Sogn (d)            | 1. Oktober 2022: 01.207 |                                                                                            |                                        |
|     | Humlebæk Sogn                | 9.961                   | Espergærde (a) (Teil mehrerer Kommunen) Helsingør (a)(Teil mehrerer Kommunen) Humlebæk (b) | 1. Januar 2008: 0.066 107 9.855        |
|     | Karlebo Sogn                 | 20.301                  | Hørsholm (c) Karlebo Nivå Nivå Havn (b)                                                    | 10.140 239 8.325 1. Januar 2009: 0.309 |

## Persönlichkeiten
- Caroline Hammer (1832–1915), Fotopionierin
- Meta Hansen (1865–1941), Frauenrechtlerin und Politikerin
- Carl Ottosen (1918–1972), Schauspieler, Regisseur, Drehbuchautor und Synchronsprecher
- Mads Pedersen (* 1996), Fußballspieler